# Camelianus
Camelianus is een geslacht van hooiwagens uit de familie Manaosbiidae.
De wetenschappelijke naam Camelianus is voor het eerst geldig gepubliceerd door Roewer in 1912. 

## Soorten
Camelianus is monotypisch en omvat slechts de volgende soort:
- Camelianus fuhrmanni